# Connie Converse
Elizabeth Eaton „Connie“ Converse (* 3. srpna 1924 Laconia – nezvěstná od srpna 1974) byla americká hudebnice působící v New Yorku v 50. letech 20. století. Za svého života zůstala prakticky neznámá, ale zpětně je považována za jednu z vůbec prvních písničkářek. V roce 1974 opustila domov a od té doby o ní nikdo neslyšel. Její tvorba byla objevena teprve o 30 let později, kdy byla uvedena v rozhlasovém pořadu. Následně bylo roku 2009 vydáno album jejích písní How Sad, How Lovely, které vzbudilo zájem kritiky i posluchačů po celém světě.

## Život
Elizabeth Eaton Converse se narodila roku 1924 v Laconii v New Hampshire. Vyrůstala v Concordu jako prostřední dítě v přísně baptistické rodině; její otec byl farář. Navštěvovala zdejší střední školu, kde byla premiantkou a získala osm akademických ocenění. Získala stipendium na Mount Holyoke College v Massachusetts. Po dvou letech studia školu opustila a přestěhovala se do New Yorku.
V padesátých letech pracovala pro tiskárnu Academy Photo Offset v newyorské čtvrti Flatiron District a bydlela v Greenwich Village. Začala používat přezdívku „Connie“. Psala písně, zpívala je pro přátele a doprovovázela se sama na kytaru.
Její hudby si povšiml animátor a amatérský zvukař Gene Deitch, který ve 40. letech pořídil magnetofonové nahrávky Johna Lee Hookera a Pete Seegera. V polovině 50. let natočil množství jejích nahrávek v kuchyni svého domu ve městě Hastings-on-Hudson. Ale Connie se nepodařilo se svou hudbou dosáhnout žádného komerčního úspěchu ani popularity. Veřejně vystoupila pouze jednou, když se v roce 1954 krátce objevila na CBS v pořadu Waltera Cronkita The Morning Show, což jí pomohl zařídit Deitch.
V roce 1961 opustila New York a přestěhovala se do Ann Arbor v Michiganu, kde byl její bratr Philip profesorem politických věd na University of Michigan. Pracovala tam jako sekretářka a poté jako redaktorka časopisu Journal of Conflict Resolution. Její jedinou hudební činností bylo i nadále jen nezávazné hraní pro kamarády na večírcích. Významně a hluboce se angažovala v protirasistickém hnutí.
Nevdala se a neměla děti, o jejím soukromém životě se mnoho neví. Deitch ani bratr Philip nevyloučili, že mohla mít lesbickou orientaci, ale nikdy o tom nemluvila. Podle jejího synovce Tima Converse nebylo známo, že by někdy s někým měla milostný vztah.
Roku 1973 se Connie cítila vyhořelá a v depresi, kterou rozháněla alkoholem a kouřením. Časopis, který pro ni tolik znamenal, se na konci roku 1972 přestěhoval z Michiganu do Yale. Její kolegové a přátelé se pro ni složili na půlroční cestu po Anglii, aby tam přišla na jiné myšlenky, ale k ničemu to nebylo. Matka ji zase pozvala na výlet na Aljašku, na což Connie neochotně přistoupila, ale ani tohle jí nepřineslo potěšení. Také jí v té době bylo sděleno, že musí podstoupit hysterektomii, což její depresi dále prohloubilo.
V srpnu 1974, když jí bylo právě 50 let, napsala sérii dopisů své rodině a přátelům, ve kterých zmínila svůj záměr začít nový život někde jinde. V době, kdy byly dopisy doručeny, si sbalila věci do svého Volkswagenu, odjela neznámo kam a od té doby je nezvěstná. Podle názoru její rodiny spáchala sebevraždu, pravděpodobně tak, že sjela autem do jezera nebo řeky.

## Znovuobjevení její tvorby
V lednu 2004 byl Gene Deitch (v té době osmdesátiletý, od roku 1959 žijící v Praze) pozván newyorským hudebním historikem Davidem Garlandem do jeho rozhlasového pořadu Spinning on Air na stanici WNYC. Deitch nechal pustit některé ze svých nahrávek, včetně Conniiny písně One by One.
Dva Garlandovy posluchače, Dana Dzulu a Davida Hermana, to inspirovalo k pokusu najít nějaké další nahrávky zapomenuté písničkářky. Objevili dva zdroje její hudby: Deitchovu sbírku v Praze a kartotéku v Ann Arbor, obsahující nahrávky, které Connie poslala svému bratru Philipovi koncem padesátých let. V březnu roku 2009 nakonec díky jejich úsilí vyšlo u Lau Derette Recordings album How Sad, How Lovely, obsahující 17 skladeb Connie Converse. Australský písničkář Robert Forster popsal album jako „hluboké a nádherné spojení mezi textem a hudbou, které nám umožňuje vstoupit do světa neobyčejné ženy žijící v polovině dvacátého století v New Yorku.“
V roce 2015 bylo How Sad, How Lovely znovu vydáno jako vinyl s 18 spísněmi u Squirrel Thing Recordings ve spolupráci s Captured Tracks. Album získalo příznivé recenze, např. hudební kritik Randall Roberts z Los Angeles Times napsal: „Málo reedicí z minulého desetiletí mě zasáhlo s dlouhotrvajícím, radostným zalíbením, jako How Sad, How Lovely.“
Od vydání alba se staly její život a hudba předmětem zájmu a publicistiky po celém světě. Kromě tajemství jejího zmizení se mnohé ze článků soustředily na obsah a styl její hudby a na fakt, že může být historicky první písničkářkou. Podle Davida Garlanda, „Connie Converse psala a zpívala v 50. letech, dlouho předtím, než bylo písničkářství uznáno za kategorii nebo styl. Ale všechno, co oceňujeme u písničkářů dnes – osobní pohled, vhled, originalita, empatie, inteligence, ironický humor – bylo hojné v její hudbě“. Jiní zmiňují ženskou zkušenost, často zachycenou v jejích textech, stejně jako témata sexuality a individualismu, která se také v jejích písních objevují, jako důkaz, že její hudba předběhla svou dobu.
Její život a hudba posloužily jako inspirace pro další umělecká díla, např. divadelní hru Howarda Fishmana A Star Has Burnt My Eye (2015). Fishman také produkoval album Connie's Piano Songs (2014) s hudbou, kterou Connie napsala, ale nikdy nenahrála. Mezi další díla inspirovaná Converse patří moderní taneční hra Empty Pockets od Johna Heginbothama, která byla provedena v newyorském Miller Theater v roce 2015, nebo vystoupení britské zpěvačky Nat Johnson na počest Connie Roving Woman. Její písně zahrály Jean Rohe a Diane Cluck ve speciálním výročním pořadu Spinning on Air. Roku 2017 vyšlo tributní album nazvané Vanity of Vanities: Tribute to Connie Converse.